# Afuá
Afuá ist ein Munizip im Norden der Insel Marajó, im brasilianischen Bundesstaat Pará. Es hat 35.042 Einwohner (2010) auf einer Fläche von 8.338,438 km². Die Häuser in Afuá sind zum größten Teil Pfahlbauten, die mit Brücken und Stegen untereinander verbunden sind. Dies trägt der Stadt auch den Beinamen Venedig von Marajó ein.